# Kościół św. Józefa Oblubieńca Najświętszej Maryi Panny w Markuszowie
Kościół świętego Józefa Oblubieńca Najświętszej Maryi Panny – rzymskokatolicki kościół parafialny należący do dekanatu Garbów archidiecezji lubelskiej.
Kościół został wzniesiony po zburzeniu dawnego, niewielkiego kościoła drewnianego pw. św. Małgorzaty wzmiankowanego już w 1440 roku.
Kościół zaczęto budować 12 czerwca 1676 roku, gdy ks. Józef Nieradzki „położył” kamień węgielny pod przyszły kościół parafialny i był administratorem jego budowy. Budowę kościoła zakończono w 1682 roku. 
Fundatorami kościoła byli Jan i Andrzej Firlejowie. Częściowym fundatorem był też ks. Józef Nieradzki, który przed swoją śmiercią w 1678 roku, przeznaczył znaczną kwotę „na dokończenie budowy kościoła. Po śmierci ks. Nieradzkiego budowę kontynuował jego następca ks. Józef Zagórski. Konsekracji kościoła dokonał 15 października 1690 roku – ks. Biskup Stanisław Szembek. Kościół otrzymał potrójne wezwanie: św. Józefa, św. Michała Archanioła i św. Macieja Apostoła.
W dniu 23 września 1811 roku na skutek pożaru, kościół uległ częściowemu zniszczeniu. Spalił się gontowy dach na kościele, chór z organami, schody wejściowe „prowadzące” na chór oraz drewniana dzwonnica. Po tym zdarzeniu ówczesny dziedzic Markuszowa hr. W. Tarnowski – „(…) pozostałe szczątki murów starannie poprawił, cały gmach pokrył i tym sposobem przyprowadził kościół do pierwotnej dobroci, a następnie i porządku (…)”.
W 1830 roku położono nowy dach na kościele - kryty gontem, dwie wieże kryte były blachą. W 1855 roku proboszcz informował, że zły stan kościoła ulega ciągle stopniowemu pogorszeniu. Pisał, że „kopuły na kościele ledwo wiszą, lada dzień grożą zawaleniem”. W 1862 wykonano wówczas nowe pokrycie dachowe z dachówki ceramicznej oraz zrzucono barokowe kopuły na wieżach, a na ich miejsce nie zrealizowano nowych. W latach 1866–1867 podjęto kolejny remont i wówczas blacharz z Lublina zobowiązał się „pokryć blachą angielską obydwie wieże w kościele”.  
Gruntownie kościół został wyremontowany w 1884 roku. W 1919 roku została dobudowana od strony południowej świątyni druga większa zakrystia. W 1972 roku została wymieniona drewniana konstrukcja dwóch wież, dach został pokryty nową blachą, a także została odnowiona elewacja zewnętrzna.
Jest to budowla jednonawowa wzniesiona w stylu barokowym. Przy prezbiterium znajdują się dwie zakrystie, przy elewacji frontowej są umieszczone dwie wieże, ołtarze są wykonane z drewna. Ołtarz główny reprezentuje styl barokowy i posiada rokokową dekorację. W ołtarzu są umieszczone obrazy: Matki Bożej Częstochowskiej (1920 rok), Trójcy Świętej, Świętej Rodziny (XVIII wiek) i Miłosierdzia Bożego (1981 rok). Dwa ołtarze boczne są umieszczone przy tęczy: po prawej stronie - miezczący obraz Komunii św. Stanisława Kostki, a po lewej stronie - mieszczący obraz św. Franciszka z Asyżu. W nawie po prawej stronie znajduje się kolejny ołtarz mieszczący obraz św. Antoniego, zaś po lewej stronie nawy jest umieszczony ołtarz z posągiem Chrystusa Ukrzyżowanego. Do wyposażenia świątyni należą także zabytkowe obrazy i tablice nagrobkowe.